# De goudvis van Filiberke
De goudvis van Filiberke is het 171ste stripverhaal van Jommeke. De reeks wordt getekend door striptekenaar Jef Nys. Scenarist is Jan Ruysbergh.

## Verhaal
Filiberke wint een goudvis op de kermis. Doch, een man gooit in alle haast een microfilmpje in de bokaal. Natuurlijk slikt de goudvis het microfilmpje in. Filiberke geeft de goudvis de naam Pistache. Later willen de boeven het microfilmpje terug hebben en achtervolgen Filiberke, maar Filiberke verdedigt zijn goudvis. Jommeke en Filiberke vluchten voorlopig bij Jan Haring, maar eeuwig op de vlucht gaan lost ook niets op. Later kunnen ze bij Gobelijn geraken. Hij ontdekt dat de goudvis een microfilmpje heeft ingeslikt. Het mysterie wordt opgelost wanneer de professor het microfilmpje ontcijfert. Er staan plannen in om Zonnedorp te veranderen in een centrum vol kernwapens. Later worden Filiberke en zijn goudvis ontvoerd door de boeven. Jommeke en Professor Gobelijn trachten hem en zijn goudvis te bevrijden, maar dit mislukt. Gelukkig helpt de dochter van de boeven hen te bevrijden. De boeven zien hun fouten echter ook in en Zonnedorp blijft kernwapenvrij.
Tot slot geeft Filiberke de goudvis aan Jan Haring. Nu kan Filiberke zijn volle aandacht weer besteden aan Pekkie, zijn trouwe hond.